# باشگاه فوتبال فولاد خوزستان در لیگ قهرمانان آسیا
این نوشتار آمار بازی‌های رسمی آسیایی و بین‌المللی باشگاه فوتبال فولاد خوزستان را دربردارد. تمامی مسابقاتی که تیم فوتبال فولاد در رقابت‌های لیگ قهرمانان آسیا انجام داده است، در فهرست زیر قرار دارد.

## فهرست بازی ها

### ۴
فولاد که در چهارمین دوره این جام شرکت کرده بود، در گروه خود آخر شد و از راه‌یابی به مرحله بعد بازماند. در این دوره از هر گروه تنها تیم صدرنشین به‌طور مستقیم راهی مرحله نیمه نهایی شد و فولاد با شکست در اکثر بازیها قعرنشین شد و صعود را از دست داد.

### گروهی
در این دوره از بازی‌ها فولاد با پاختاکور، القادسیه و الاتحاد سوریه در گروه A هم گروه شد.

### گروه A
| تیم      | بازی | برد | مساوی | باخت | گل‌زده | گل‌خورده | تفاضل‌گل | امتیاز |
| -------- | ---- | --- | ----- | ---- | ----- | ------- | ------- | ------ |
| القادسیه | ۶    | ۳   | ۲     | ۱    | ۹     | ۱۱      | ۲-      | ۱۱     |
| پاختاکور | ۶    | ۳   | ۱     | ۲    | ۱۱    | ۷       | ۴+      | ۱۰     |
| الاتحاد  | ۶    | ۲   | ۲     | ۲    | ۶     | ۷       | ۱-      | ۸      |
| فولاد    | ۶    | ۱   | ۱     | ۴    | ۸     | ۹       | ۱-      | ۴      |

| القادسیه | پاختاکور | الاتحاد | فولاد |
| -------- | -------- | ------- | ----- |
| —        | ۲–۱      | ۱–۰     | ۲–۰   |
| ۲–۲      | —        | ۲–۰     | ۲–۰   |
| ۲–۲      | ۲–۱      | —       | ۰–۰   |
| ۶–۰      | ۱–۳      | ۱–۲     | —     |

#### بازی‌های دور گروهی
| ۱۷ اسفند ۱۳۸۴ ۱ | فولاد                                                                       | ۶–۰ | القادسیه | تهران، ایران                                                      |
| ۲۰:۰۰           | رامشگر ۱۰' · سلیمانی ۲۷' · بداوی ۳۳' · خضیراوی ۵۳' · احمدی ۵۹' · منتظری ۶۸' |     |          | ورزشگاه: ورزشگاه شهید دستگردی تماشاگران: ۷٬۰۰۰ داور: بشار عبدالله |

| ۲ فروردین ۱۳۸۵ ۲ | الاتحاد | ۰–۰ | فولاد | حلب، سوریه                                   |
| ۲۰:۰۰            |         |     |       | ورزشگاه: ورزشگاه الحمدانیه تماشاگران: ۱۰٬۰۰۰ |

| ۲۳ فروردین ۱۳۸۵ ۳ | پاختاکور               | ۲–۰ | فولاد | تاشکند، ازبکستان                             |
| ۲۰:۰۰             | تاجیف ۱۳' · جپاروف ۳۷' |     |       | ورزشگاه: ورزشگاه لوکوموتیو تماشاگران: ۱۲٬۰۰۰ |

| ۶ اردیبهشت ۱۳۸۵ ۴ | فولاد       | ۱–۳ | پاختاکور                              | تهران، ایران                                   |
| ۲۰:۰۰             | سلیمانی ۳۴' |     | بایراموف ۴۶' · کیریان ۴۸' · تاجیف ۵۷' | ورزشگاه: ورزشگاه شهید دستگردی تماشاگران: ۴٬۰۰۰ |

| ۱۳ اردیبهشت ۱۳۸۵ ۵ | القادسیه          | ۲–۰ | فولاد | کویت، کویت                                   |
| ۲۰:۰۰              | المتوا ۸۳'، ۳+۹۰' |     |       | ورزشگاه: ورزشگاه محمد الحمد تماشاگران: ۷٬۰۰۰ |

| ۲۷ اردیبهشت ۱۳۸۵ ۶ | فولاد      | ۱–۲ | الاتحاد                 | تهران، ایران                                 |
| ۲۰:۰۰              | کلاه‌کج ۷۷' |     | الدامن ۲۱' · بوداکا ۷۳' | ورزشگاه: ورزشگاه شهید دستگردی تماشاگران: ۵۰۰ |

### ۱۲
فولاد که برای بار دوم در دوازدهمین دوره این جام به عنوان تیم چهارم لیگ برتر فوتبال ایران ۹۲-۱۳۹۱ شرکت کرده بود، در گروه خود اول شد و به مرحله بعد صعود کرد. ولی در مرحله حذفی، فولاد حریف السد شد که با نتیجه تساوی دو بر دو به دلیل گلهای زده شده السد در خانه حریف از صعود به مرحله بعد بازماند.

### گروهی
در این دوره از بازی‌ها فولاد با بنیادکار، الجیش و الفتح در گروه B هم گروه شد و به عنوان تیم اول گروه به مرحله حذفی راه یافت.

### گروه B
| تیم      | بازی | برد | تساوی | باخت | گل‌زده | گل‌خورده | تفاضل‌گل | امتیاز |
| -------- | ---- | --- | ----- | ---- | ----- | ------- | ------- | ------ |
| فولاد    | ۶    | ۴   | ۲     | ۰    | ۱۱    | ۳       | ۸+      | ۱۴     |
| بنیادکار | ۶    | ۲   | ۲     | ۲    | ۷     | ۷       | ۰       | ۸      |
| الجیش    | ۶    | ۲   | ۲     | ۲    | ۶     | ۶       | ۰       | ۸      |
| الفتح    | ۶    | ۰   | ۲     | ۴    | ۳     | ۱۱      | ۸-      | ۲      |

| فولاد | بنیادکار | الجیش | الفتح |
| ----- | -------- | ----- | ----- |
| —     | ۱–۰      | ۳–۱   | ۱–۰   |
| ۱–۱   | —        | ۱–۲   | ۳–۲   |
| ۰–۰   | ۱–۲      | —     | ۲–۰   |
| ۱–۵   | ۰–۰      | ۰–۰   | —     |

- تیم بنیادکار ازبکستان به دلیل عملکرد بهتر در بازی رو در رو برابر الجیش قطر به مرحله بعد صعود کرد .

#### بازی‌های دور گروهی
| ۶ اسفند ۱۳۹۲ ۱ | الجیش | ۰–۰   | فولاد | دوحه، قطر                                                            |
| ۲۰:۳۰          |       | گزارش |       | ورزشگاه: ورزشگاه عبدالله بن خلیفه تماشاگران: ۵٬۴۱۷ داور: کیم سانگ وو |

| ۲۰ اسفند ۱۳۹۲ ۲ | فولاد               | ۱–۰              | الفتح | اهواز، ایران                                             |
| ۱۶:۳۰           | رحمانی ۶۸' (پنالتی) | گزارش خلاصه بازی |       | ورزشگاه: ورزشگاه غدیر تماشاگران: ۳۷٬۳۹۱ داور: ریوجی ساتو |

| ۲۸ اسفند ۱۳۹۲ ۳ | بنیادکار   | ۱–۱   | فولاد    | تاشکند، ازبکستان                                           |
| ۱۸:۰۰           | شدیف ۲+۹۰' | گزارش | کرمی ۷۴' | ورزشگاه: ورزشگاه بنیادکار تماشاگران: ۱٬۹۵۰ داور: علی شعبان |

| ۱۲ فروردین ۱۳۹۳ ۴ | فولاد    | ۱–۰              | بنیادکار | اهواز، ایران                                                |
| ۱۷:۳۰             | والی ۷۷' | گزارش خلاصه بازی |          | ورزشگاه: ورزشگاه غدیر تماشاگران: ۲۴٬۱۷۵ داور: محمد الزارونی |

| ۲۷ فروردین ۱۳۹۳ ۵ | فولاد                                | ۳–۱              | الجیش      | اهواز، ایران                                              |
| ۱۷:۳۰             | رحمانی ۲۱' · رضایی ۴۵' · پریرا ۳+۹۰' | گزارش خلاصه بازی | نیلمار ۱۰' | ورزشگاه: ورزشگاه غدیر تماشاگران: ۳۸٬۴۵۲ داور: مینورو توجو |

| ۳ اردیبهشت ۱۳۹۳ ۶ | الفتح                    | ۱–۵   | فولاد                                                             | احساء، عربستان                                                         |
| ۲۰:۱۵             | الحمدان '۴۳ · النخلی ۶۲' | گزارش | پریرا ۱۰'، ۳۶' (پنالتی)، ۴۴' (پنالتی) · رضایی ۷۸'، ۴+۹۰' (پنالتی) | ورزشگاه: ورزشگاه شاهزاده عبدالله بن جلوی تماشاگران: ۳۰۰ داور: کریس بیث |

#### بازی‌های دور حذفی
| ۱۷ اردیبهشت ۱۳۹۳ ۱/۸ | السد | ۰–۰   | فولاد | دوحه، قطر                                                      |
| ۲۰:۳۰                |      | گزارش |       | ورزشگاه: ورزشگاه جاسم بن حمد تماشاگران: ۶٬۳۲۰ داور: ریوجی ساتو |

| ۱۷ اردیبهشت ۱۳۹۳ ۱/۸                                                        | فولاد                   | ۲–۲ (۲ – ۲ گ.ح.) | السد                                    | اهواز، ایران                                              |
| ۱۹:۳۰                                                                       | پریرا ۷۷' (پنالتی)، ۸۷' | گزارش خلاصه بازی | بلحاج ۱۶' · ابراهیم ۲۹' · جهانبخش ، '۷۶ | ورزشگاه: ورزشگاه غدیر تماشاگران: ۴۸٬۷۵۳ داور: کیم دونگ‌جین |
| یادداشت: السد با قانون گل زده در خانه حریف به مرحله یک‌چهارم نهایی صعود کرد. |                         |                  |                                         |                                                           |

### ۱۳
فولاد که برای بار سوم در سیزدهمین دوره این جام به عنوان قهرمان لیگ برتر فوتبال ایران ۹۳-۱۳۹۲ شرکت کرده بود، در گروه خود سوم شد و از راه‌یابی به مرحله بعد بازماند.

### گروهی
در این دوره از بازی‌ها فولاد با الهلال، السد و لوکوموتیو در گروه C هم گروه شد.

### گروه C
| تیم       | بازی | برد | مساوی | باخت | گل‌زده | گل‌خورده | تفاضل‌گل | امتیاز |
| --------- | ---- | --- | ----- | ---- | ----- | ------- | ------- | ------ |
| الهلال    | ۶    | ۴   | ۱     | ۱    | ۹     | ۴       | ۵+      | ۱۳     |
| السد      | ۶    | ۳   | ۱     | ۲    | ۹     | ۹       | ۰       | ۱۰     |
| فولاد     | ۶    | ۱   | ۳     | ۲    | ۲     | ۴       | ۲-      | ۶      |
| لوکوموتیو | ۶    | ۱   | ۱     | ۴    | ۱۰    | ۱۳      | ۳-      | ۴      |

| الهلال | السد | فولاد | لوکوموتیو |
| ------ | ---- | ----- | --------- |
| —      | ۲–۱  | ۲–۰   | ۳–۱       |
| ۱–۰    | —    | ۱–۰   | ۶–۲       |
| ۰–۰    | ۰–۰  | —     | ۱–۰       |
| ۱–۲    | ۵–۰  | ۱–۱   | —         |

#### بازی‌های دور گروهی
| ۶ اسفند ۱۳۹۳ ۱ | فولاد | ۰–۰              | السد | اهواز، ایران                                              |
| ۱۶:۰۰          |       | گزارش خلاصه بازی |      | ورزشگاه: ورزشگاه غدیر تماشاگران: ۳۷٬۸۴۳ داور: کیم سانگ وو |

| ۱۳ اسفند ۱۳۹۳ ۲ | لوکوموتیو | ۱–۱   | فولاد      | تاشکند، ازبکستان                                             |
| ۱۵:۰۰           | زوتیف ۷'  | گزارش | جماعتی ۳۲' | ورزشگاه: ورزشگاه لوکوموتیو تماشاگران: ۷٬۴۵۶ داور: ریوجی ساتو |

| ۲۶ اسفند ۱۳۹۳ ۳ | فولاد | ۰–۰              | الهلال | اهواز، ایران                                             |
| ۱۶:۰۰           |       | گزارش خلاصه بازی |        | ورزشگاه: ورزشگاه غدیر تماشاگران: ۳۷٬۴۵۲ داور: جرارد گیلت |

| ۱۹ فروردین ۱۳۹۴ ۴ | الهلال                      | ۲–۰              | فولاد | ریاض، عربستان                                                |
| ۲۲:۱۵             | الشمرانی ۴۶' · الشهرانی ۶۰' | گزارش خلاصه بازی |       | ورزشگاه: ورزشگاه ملک فهد تماشاگران: ۲۰٬۰۸۷ داور: ماساکی توما |

| ۱ اردیبهشت ۱۳۹۴ ۵ | السد        | ۱–۰              | فولاد | دوحه، قطر                                                                    |
| ۲۰:۳۰             | موریکوی ۴۲' | گزارش خلاصه بازی |       | ورزشگاه: ورزشگاه جاسم بن حمد تماشاگران: ۳٬۴۵۵ داور: محمد امیرول ایزوان یعقوب |

| ۱۵ اردیبهشت ۱۳۹۴ ۶ | فولاد                               | ۱–۰              | لوکوموتیو             | اهواز، ایران                                         |
| ۲۰:۳۵              | کامل '۷۰ · شریفات '۸۰ · جهانتیغ ۸۹' | گزارش خلاصه بازی | علی‌بایف '۳۵ زوتیف '۵۹ | ورزشگاه: ورزشگاه غدیر تماشاگران: ۲٬۱۴۲ داور: ما نینگ |

### ۱۹
تیم فوتبال فولاد با حضور در لیگ قهرمانان ۲۰۲۱ چهارمین حضور خود در این دوره از مسابقات را تجربه کرد. فولاد که به عنوان برنده پلی‌آف مقابل العین امارات گام به این مسابقات گذاشته بود با عملکرد ضعیف خود در همان مرحله گروهی از این مسابقات حذف شد.

### پلی‌آف
فولاد در مرحله پلی‌آف توانست ۴ بر ۰، العین را شکست دهد و به مرحله گروهی برود.
| ۲۱ فروردین ۱۴۰۰ پلی‌آف | فولاد                                           | ۴–۰              | العین | ریاض، عربستان                                                       |
| ۲۰:۲۰                 | حردانی ۴۱' · پریرا ۴۷' · پاتوسی ۵۵' · پریرا ۸۷' | گزارش خلاصه بازی |       | ورزشگاه: ورزشگاه امیر فیصل بن فهد تماشاگران: ۰ داور: کریشانسا دیلان |

### گروهی
در این دوره از بازی‌ها فولاد با النصر، السد و الوحدات در گروه D هم گروه شد.

### گروه D
| تیم     | بازی | برد | مساوی | باخت | گل‌زده | گل‌خورده | تفاضل‌گل | امتیاز |
| ------- | ---- | --- | ----- | ---- | ----- | ------- | ------- | ------ |
| النصر   | ۶    | ۴   | ۱     | ۱    | ۹     | ۴       | ۵+      | ۱۳     |
| السد    | ۶    | ۳   | ۱     | ۲    | ۹     | ۹       | ۰       | ۱۰     |
| الوحدات | ۶    | ۱   | ۳     | ۲    | ۲     | ۴       | ۲-      | ۶      |
| فولاد   | ۶    | ۱   | ۱     | ۴    | ۱۰    | ۱۳      | ۳-      | ۴      |

| النصر | السد | الوحدات | فولاد |
| ----- | ---- | ------- | ----- |
| —     | ۳–۱  | ۱–۲     | ۲–۰   |
| ۱–۲   | —    | ۳–۱     | ۱–۱   |
| ۰–۰   | ۰–۲  | —       | ۱–۰   |
| ۱–۱   | ۰–۱  | ۱–۰     | —     |

#### بازی‌های دور گروهی
| ۲۵ فروردین ۱۴۰۰ ۱ | السد          | ۱–۱   | فولاد     | ریاض، عربستان                                    |
| ۲۲:۳۰             | عبدالرزاق ۸۹' | گزارش | پریرا ۶۱' | ورزشگاه: ملک فهد تماشاگران: ۰ داور: مسعود طفیلیه |

| ۲۸ فروردین ۱۴۰۰ ۲ | فولاد     | ۱–۰   | الوحدات   | ریاض، عربستان                                                                   |
| ۲۲:۳۰             | پریرا ۴۴' | گزارش | جوبری '۲۸ | ورزشگاه: ملک فهد تماشاگران: ۰ داور: علی شعیان مرد مسابقه: لوسیانو پریرا (فولاد) |

| ۳۱ فروردین ۱۴۰۰ ۳ | فولاد                 | ۱–۱   | النصر                                           | ریاض، عربستان                                                                               |
| ۲۲:۳۰             | الامری '۵۲ حردانی '۸۷ | گزارش | مادو '۳۲ · الناجی '۵۴ · حمدالله '۵۸ · پتروس ۶۹' | ورزشگاه: دانشگاه ملک سعود تماشاگران: ۰ داور: ریوجی ساتو مرد مسابقه: عبدالفتاح اسیری (النصر) |

| ۳ اردیبهشت ۱۴۰۰ ۴ | النصر                                                         | ۲–۰   | فولاد                | ریاض، عربستان                                          |
| ۲۲:۳۰             | اسیری ۵۴' · پطروس '۶۲ · اسیری '۷۰ · حمدالله ۸۵' · آمرابات '۸۸ | گزارش | آبشک '۲ ابراهیمی '۵۷ | ورزشگاه: دانشگاه ملک سعود تماشاگران: ۰ داور: مهند قاسم |

| ۶ اردیبهشت ۱۴۰۰ ۵ | فولاد     | ۰–۱   | السد                                                      | ریاض، عربستان                                                |
| ۲۲:۳۰             | پریرا '۱۸ | گزارش | وعد '۱۸ · کوریرا '۲۵ · کازورلا '۳۴ · هی ۶۵' · برشام '۳+۹۰ | ورزشگاه: ملک فهد تماشاگران: ۰ مرد مسابقه: نام تائه هی (السد) |

| ۹ اردیبهشت ۱۴۰۰ ۶ | الوحدات           | ۱–۰   | فولاد              | ریاض، عربستان                                                       |
| ۲۲:۳۰             | سعد ۲۷' · آید '۷۰ | گزارش | موسوی '۶۶ آبشک '۷۴ | ورزشگاه: ملک فهد تماشاگران: ۰ مرد مسابقه: عبدالله الفخوری (الوحدات) |

### ۲۰
فولاد برای پنجمین بار در این رقابت‌ها شرکت کرد. این تیم که قهرمان جام حذفی فوتبال ایران ۱۴۰۰–۱۳۹۹ و سوپرجام فوتبال ایران ۱۴۰۰ شده بود، در گروه خود صدرنشین شد و با سرمربیگری جواد نکونام برای اولین بار در تاریخ خود ( و تاریخ یک تیم ایرانی خارج از استان تهران و استان اصفهان) تا مرحله یک چهارم نهایی صعود کرد اما مغلوب الهلال شد و از صعود به نیمه نهایی بازماند. اتفاقی که برای فولاد با سرمربیگری، جواد نکونام رقم خورد.

### گروهی
فولاد خوزستان در مرحله گروهی با تیم‌های شباب الاهلی، الغرافه و آخال همگروه شد و به عنوان صدرنشین گروه، پا به مرحله حذفی گذاشت.

### گروه C
| تیم         | بازی | برد | مساوی | باخت | گل‌زده | گل‌خورده | تفاضل‌گل | امتیاز |
| ----------- | ---- | --- | ----- | ---- | ----- | ------- | ------- | ------ |
| فولاد       | ۶    | ۳   | ۳     | ۰    | ۵     | ۲       | ۳+      | ۱۲     |
| شباب الاهلی | ۶    | ۲   | ۴     | ۰    | ۱۴    | ۷       | ۷+      | ۱۰     |
| الغرافه     | ۶    | ۱   | ۲     | ۳    | ۷     | ۱۴      | ۷-      | ۵      |
| آخال        | ۶    | ۱   | ۱     | ۴    | ۶     | ۹       | ۳-      | ۴      |

| فولاد | شباب الاهلی | الغرافه | آخال |
| ----- | ----------- | ------- | ---- |
| —     | ۱–۱         | ۰–۰     | ۱–۰  |
| ۱–۱   | —           | ۸–۲     | ۲–۱  |
| ۱–۰   | ۱–۱         | —       | ۲–۰  |
| ۰–۱   | ۱–۱         | ۴–۲     | —    |

#### بازی‌های دور گروهی
| ۱۸ فروردین ۱۴۰۱ ۱ | فولاد                        | ۰–۰   | الغرافه                          | جده، عربستان                                      |
| ۲۱:۴۵             | آبشک '۳۱ پریرا '۵۳ کوشکی '۹۰ | گزارش | هانی '۲ ماگالاش '۲۲ عزت‌اللهی '۶۵ | ورزشگاه: امیر عبدالله فیصل جده داور: کو هیونگ جین |

| ۲۱ فروردین ۱۴۰۱ ۲ | شباب الاهلی                          | ۱–۱   | فولاد                  | جده، عربستان                                    |
| ۲۱:۴۵             | اولسن '۴۷ · حسن '۵۹ · کارتابیا ۱+۹۰' | گزارش | حیدریه '۷۲ نوراللهی'۸۳ | ورزشگاه: امیر عبدالله فیصل جده داور: ریوچی ساتو |

| ۲۵ فروردین ۱۴۰۱ ۳ | فولاد                                              | ۱–۰   | آخال                                        | جده، عربستان                                |
| ۲۱:۴۵             | پریرا '۵۷ · آبشک '۸۱ · انصاری '۹۰ · کولیبالی ۷+۹۰' | گزارش | سویونوف '۲۳، '۵۱ · چاریف '۲+۹۰ · ممدف '۵+۹۰ | ورزشگاه: امیر عبدالله فیصل جده تماشاگران: ۰ |

| ۲۹ فروردین ۱۴۰۱ ۴ | آخال                        | ۰–۱   | فولاد                                                | جده، عربستان                                                |
| ۲۱:۴۵             | گلدیف '۸۸ · نورمرادوف '۷+۹۰ | گزارش | پاتوسی ۳۹' · رضاوند '۶۳ · گردان '۷۵ · شاه‌عباسی '۶+۹۰ | ورزشگاه: امیر عبدالله فیصل جده تماشاگران: ۰ داور: محمد نظمی |

| ۳ اردیبهشت ۱۴۰۱ ۵ | الغرافه                                                                                  | ۰–۱   | فولاد                                                                         | جده، عربستان                                                                                   |
| ۰۰:۴۵             | علاالدین '۹ · ماگالاش '۲۳ '۱۱+۹۰ · المهیزع '۳۳ · عصام '۹۰+۲ · احمد '۹۰+۵ · المختار '۷+۹۰ | گزارش | پریرا ۱۵' · عباسی '۲۶ · رضاوند '۳۰ · کوشکی '۶۷ · نجاریان '۴+۹۰ · مریدی '۱۰+۹۰ | ورزشگاه: امیر عبدالله فیصل جده تماشاگران: ۰ داور: ریوجی ساتو مرد مسابقه: لوسیانو پریرا (فولاد) |

| ۷ اردیبهشت ۱۴۰۱ ۶ | فولاد              | ۱–۱   | شباب الاهلی                           | جده، عربستان                                |
| ۰۰:۴۵             | پریرا ۷۱' (پنالتی) | گزارش | هیکل '۶۸ · آلنویامی '۷۳ · القسانی ۸۲' | ورزشگاه: امیر عبدالله فیصل جده تماشاگران: ۰ |

#### بازی‌های دور حذفی
| ۱ اسفند ۱۴۰۱ ۱/۸ | الفیصلی   | ۰–۱   | فولاد                              | دوحه، قطر                                         |
| ۱۸:۳۰            | عمر '۵+۹۰ | گزارش | آقاسی '۳۹ · انصاری ۶۴' · دژاگه '۶۸ | ورزشگاه: الثمامه تماشاگران: ۱۰۰۰ داور: احمد الکاف |

| ۴ اسفند ۱۴۰۱ ۱/۴ | فولاد              | ۰–۱   | الهلال                              | دوحه، قطر                                              |
| ۲۱:۳۰            | آبشک '۷۸ واسعی '۸۴ | گزارش | البولاهی '۲۹ · کانو '۶۰ · مارگا ۸۷' | ورزشگاه: الجنوب تماشاگران: ۱۴۱۷۳ داور: هیرویوکی کیمورا |

## آمار تیمی

### عملکرد فصل به فصل
| #  | فصل  | نتیجه         | بازی | برد | مساوی | باخت | گل‌ زده | گل خورده | بهترین گلزن تعداد گل |
| -- | ---- | ------------- | ---- | --- | ----- | ---- | ------ | -------- | -------------------- |
| ۴  | ۲۰۰۶ | مرحله گروهی   | ۶    | ۱   | ۱     | ۴    | ۸      | ۹        | میثم سلیمانی (۲)     |
| ۱۲ | ۲۰۱۴ | یک‌هشتم نهایی  | ۸    | ۴   | ۴     | ۰    | ۱۳     | ۵        | لوسیانو پریرا (۶)    |
| ۱۳ | ۲۰۱۵ | مرحله گروهی   | ۶    | ۱   | ۳     | ۲    | ۲      | ۴        | ۲ بازیکن (۱)         |
| ۱۹ | ۲۰۲۱ | مرحله گروهی   | ۷    | ۲   | ۱     | ۴    | ۱۴     | ۱۰       | لوسیانو پریرا (۴)    |
| ۲۰ | ۲۰۲۲ | یک‌چهارم نهایی | ۸    | ۴   | ۳     | ۱    | ۶      | ۱۰       | لوسیانو پریرا (۲)    |

## آمار مسابقات در برابر تیم‌های کشورها
در جدول زیر بازی‌های فولاد در مسابقات لیگ قهرمانان آسیا به شمار آمده است.
- به روز رسانی: ۲ آبان ۱۴۰۲

## آمار مسابقات در برابر تیم‌ها
در جدول زیر بازی‌های فولاد در مسابقات لیگ قهرمانان آسیا به شمار آمده است.
| تیم               | بازی | برد  | مساوی | باخت | گل‌زده | گل‌خورده |
| اردن              | اردن | اردن | اردن  | اردن | اردن  | اردن    |
| ----------------- | ---- | ---- | ----- | ---- | ----- | ------- |
| الوحدات           | ۲    | ۱    | ۰     | ۱    | ۱     | ۱       |
| ازبکستان          |      |      |       |      |       |         |
| بنیادکار          | ۲    | ۱    | ۱     | ۰    | ۲     | ۱       |
| پاختاکور          | ۲    | ۰    | ۰     | ۲    | ۱     | ۵       |
| لوکوموتیو         | ۲    | ۱    | ۱     | ۰    | ۲     | ۱       |
| امارات متحده عربی |      |      |       |      |       |         |
| شباب الاهلی       | ۲    | ۰    | ۲     | ۰    | ۲     | ۲       |
| العین             | ۱    | ۱    | ۰     | ۰    | ۴     | ۰       |
| ترکمنستان         |      |      |       |      |       |         |
| آخال              | ۲    | ۲    | ۰     | ۰    | ۲     | ۰       |
| سوریه             |      |      |       |      |       |         |
| الاتحاد           | ۲    | ۰    | ۱     | ۱    | ۱     | ۲       |
| عربستان سعودی     |      |      |       |      |       |         |
| الهلال            | ۳    | ۰    | ۱     | ۲    | ۰     | ۳       |
| الفتح             | ۲    | ۲    | ۰     | ۰    | ۶     | ۱       |
| النصر             | ۲    | ۰    | ۱     | ۱    | ۱     | ۳       |
| الفیصلی           | ۱    | ۱    | ۰     | ۰    | ۱     | ۰       |
| قطر               |      |      |       |      |       |         |
| السد              | ۶    | ۰    | ۴     | ۲    | ۳     | ۵       |
| الجیش             | ۲    | ۱    | ۱     | ۰    | ۳     | ۱       |
| الغرافه           | ۲    | ۱    | ۱     | ۰    | ۱     | ۰       |
| کویت              |      |      |       |      |       |         |
| القادسیه          | ۲    | ۱    | ۰     | ۱    | ۶     | ۲       |
| مجموع             | ۳۵   | ۱۲   | ۱۳    | ۱۰   | ۳۵    | ۲۸      |

## برترین گلزنان
جدول زیر برترین گلزنان تیم فولاد در مسابقات لیگ قهرمانان آسیا را نشان می‌دهد:
| # | نام بازیکن    | گل‌زده |
| - | ------------- | ----- |
| ۱ | لوسیانو پریرا | ۱۲    |
| ۲ | میثم سلیمانی  | ۲     |
| ۲ | بختیار رحمانی | ۲     |
| ۲ | آیاندا پاتوسی | ۲     |